# Madera (folklore)
Pour les articles homonymes, voir Madera.
Madera, ou Dame Madela est, en Birmanie, est une démone (Nat) qui affecte les enfants en leur donnant la fièvre.